# Spiesen-Elversberg
Spiesen-Elversberg település Németországban, azon belül Saar-vidék tartományban. Lakosainak száma 12 843 fő (2023. december 31.).

## Népesség
A település népességének változása:
| Lakosok száma | 16 814 | 13 147 | 12 976 | 12 850 | 12 683 | 12 797 | 12 843 |
|               | 1975   | 2016   | 2017   | 2019   | 2021   | 2022   | 2023   |